# Mella
Mella je řeka v severní Itálii v kraji Lombardie, v provincii Brescia. Je součástí úmoří Jadranu a je levostranným přítokem řeky Oglio, která se krátce po soutoku vlévá zleva do Pádu. Na středním a horním toku tvoří osu údolí Val Trompia. Protéká městem Brescia.

## Geografická charakteristika
Pramenná oblast se nachází mezi horami převyšujícími nadmořskou výšku 2000 metrů. Po 96 km se řeka vlévá do Oglia v nadmořské výšce 46 metrů. Celková plocha povodí je 1038 km2 a většina se nalézá v horských údolích. Řeka tak poskytuje charakteristický chod průtoků se zimními minimy, jarními maximy a bouřlivými, většinou letními, povodňovými epizodami. V dolní části jsou vody řeky využívány rozvodem krátkými kanály k zavlažování. K průměrnému průtoku Oglia a Pádu pak přispívá hodnotou 11 m3/s.

## Osídlení toku

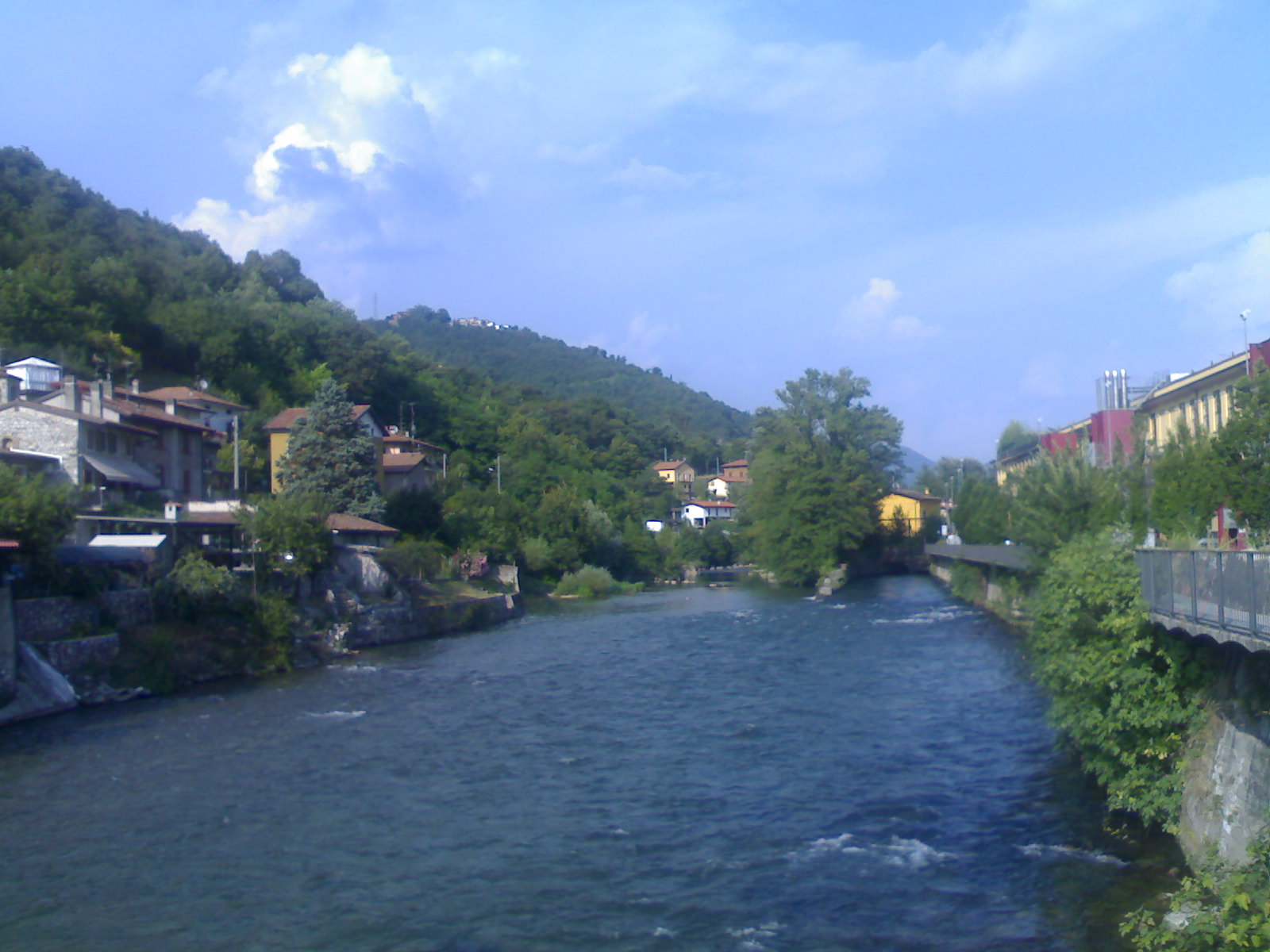
Mella v údolí Val Trompia

Název Mella se vyskytuje již v římských spisech a mapách a je utvořeno od latinského mel – med. Popudem k pojmenování mohla být barva vody v hlubších tůních, líný pohyb vody v dolní části i kombinace obojího.
Údolí Val Trompia se vyznačuje výskytem kovonosných rud a na březích řeky Mella od dob starověku vznikají hornické osady a kovárny. Od raného středověku se zde vyvíjí kovodělná výroba, často orientovaná na zbrojní výrobu (Beretta), a řeka je využívána k pohonu těchto provozoven. V 19. století zde vznikají první vodní elektrárny používané k okamžitému místnímu odběru. Velká vodní díla na řece chybí. Po vtoku do Pádské nížiny slouží vody Melly, stejně jako všechny vody v oblasti, k zavlažování.  K zavlažování jsou vody řeky využívány od středověku a jsou předmětem sporů mezi administrativními celky i jednotlivci. Souboje o vodu ukončilo až v roce 1933 přehrazení řeky Oglio při výtoku z jezera Iseo a následná řízená regulace zavlažování v provincii Brescia.
Stejně jako v samotném městě Brescia, protéká Mella i ve většině údolí Val Trompia souvislou zástavbou v dlážděných korytech. Jako u všech řek v oblasti jsou katastrofální letní povodně častým jevem, největší škody v historii vznikaly především zatopením důlních děl a poničením metalurgických provozoven.  